# Le Ménil-Bérard
Pour les articles homonymes, voir Ménil et Bérard.
Le Ménil-Bérard est une commune française, située dans le département de l'Orne en région Normandie, peuplée de 68 habitants.

## Géographie
| Sainte-Gauburge-Sainte-Colombe | Saint-Hilaire-sur-Risle | Aube, Brethel                  |
| La Ferrière-au-Doyen           | du Ménil-Bérard         | Brethel                        |
| La Ferrière-au-Doyen           | La Ferrière-au-Doyen    | Auguaise, La Ferrière-au-Doyen |

### Hydrographie
La commune est située dans le bassin Seine-Normandie. Elle est drainée par l'Aubette, le fossé 03 de la commune du Menil-Berard, le ruisseau de la Foret et le ruisseau des Vallées,.

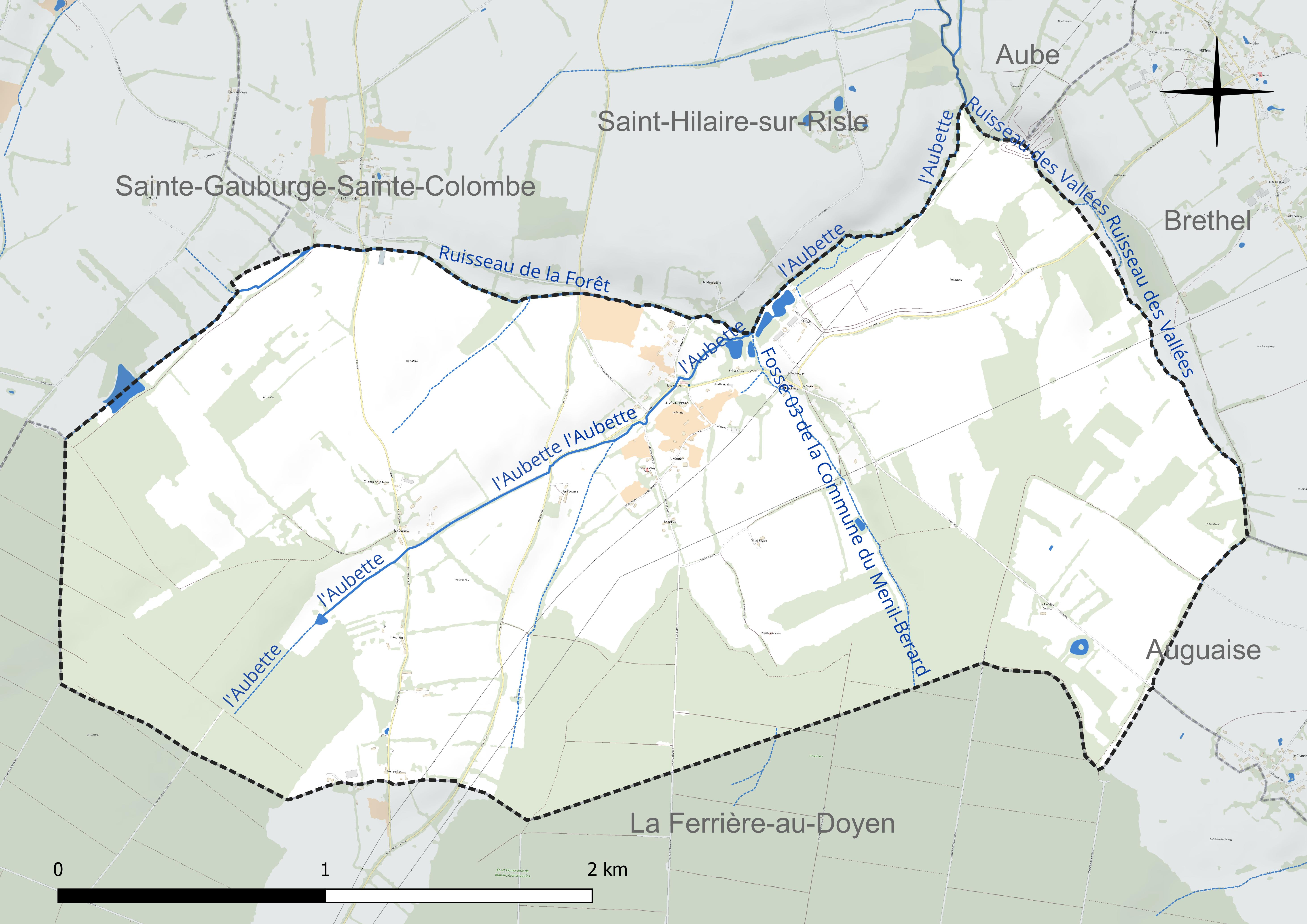
Réseau hydrographique du Ménil-Bérard.

### Climat
Pour des articles plus généraux, voir Climat de la Normandie et Climat de l'Orne.
En 2010, le climat de la commune est de type climat océanique dégradé des plaines du Centre et du Nord, selon une étude du CNRS s'appuyant sur une série de données couvrant la période 1971-2000. En 2020, Météo-France publie une typologie des climats de la France métropolitaine dans laquelle la commune est exposée à un climat océanique altéré et est dans la région climatique Normandie (Cotentin, Orne), caractérisée par une pluviométrie relativement élevée (850 mm/a) et un été frais (15,5 °C) et venté. Parallèlement le GIEC normand, un groupe régional d’experts sur le climat, différencie quant à lui, dans une étude de 2020, trois grands types de climats pour la région Normandie, nuancés à une échelle plus fine par les facteurs géographiques locaux. La commune est, selon ce zonage, exposée à un « climat contrasté des collines », correspondant au Pays d'Ouche et au Perche et bénéficiant d’un caractère continental affirmé avec des précipitations atténuées et des amplitudes thermiques fortes.
Pour la période 1971-2000, la température annuelle moyenne est de 9,5 °C, avec une amplitude thermique annuelle de 14,4 °C. Le cumul annuel moyen de précipitations est de 821 mm, avec 12,9 jours de précipitations en janvier et 8,3 jours en juillet. Pour la période 1991-2020, la température moyenne annuelle observée sur la station météorologique la plus proche, située sur la commune de L'Aigle à 11 km à vol d'oiseau, est de 10,6 °C et le cumul annuel moyen de précipitations est de 729,7 mm,. Pour l'avenir, les paramètres climatiques de la commune estimés pour 2050 selon différents scénarios d’émission de gaz à effet de serre sont consultables sur un site dédié publié par Météo-France en novembre 2022.

## Urbanisme

### Typologie
Au 1er janvier 2024, Le Ménil-Bérard est catégorisée commune rurale à habitat très dispersé, selon la nouvelle grille communale de densité à sept niveaux définie par l'Insee en 2022.
Elle est située hors unité urbaine. Par ailleurs la commune fait partie de l'aire d'attraction de L'Aigle, dont elle est une commune de la couronne,. Cette aire, qui regroupe 32 communes, est catégorisée dans les aires de moins de 50 000 habitants,.

### Occupation des sols
L'occupation des sols de la commune, telle qu'elle ressort de la base de données européenne d’occupation biophysique des sols Corine Land Cover (CLC), est marquée par l'importance des territoires agricoles (71,2 % en 2018), une proportion identique à celle de 1990 (71,2 %). La répartition détaillée en 2018 est la suivante : 
terres arables (35,4 %), forêts (28,8 %), zones agricoles hétérogènes (19,7 %), prairies (16,1 %). L'évolution de l’occupation des sols de la commune et de ses infrastructures peut être observée sur les différentes représentations cartographiques du territoire : la carte de Cassini (XVIIIe siècle), la carte d'état-major (1820-1866) et les cartes ou photos aériennes de l'IGN pour la période actuelle (1950 à aujourd'hui).

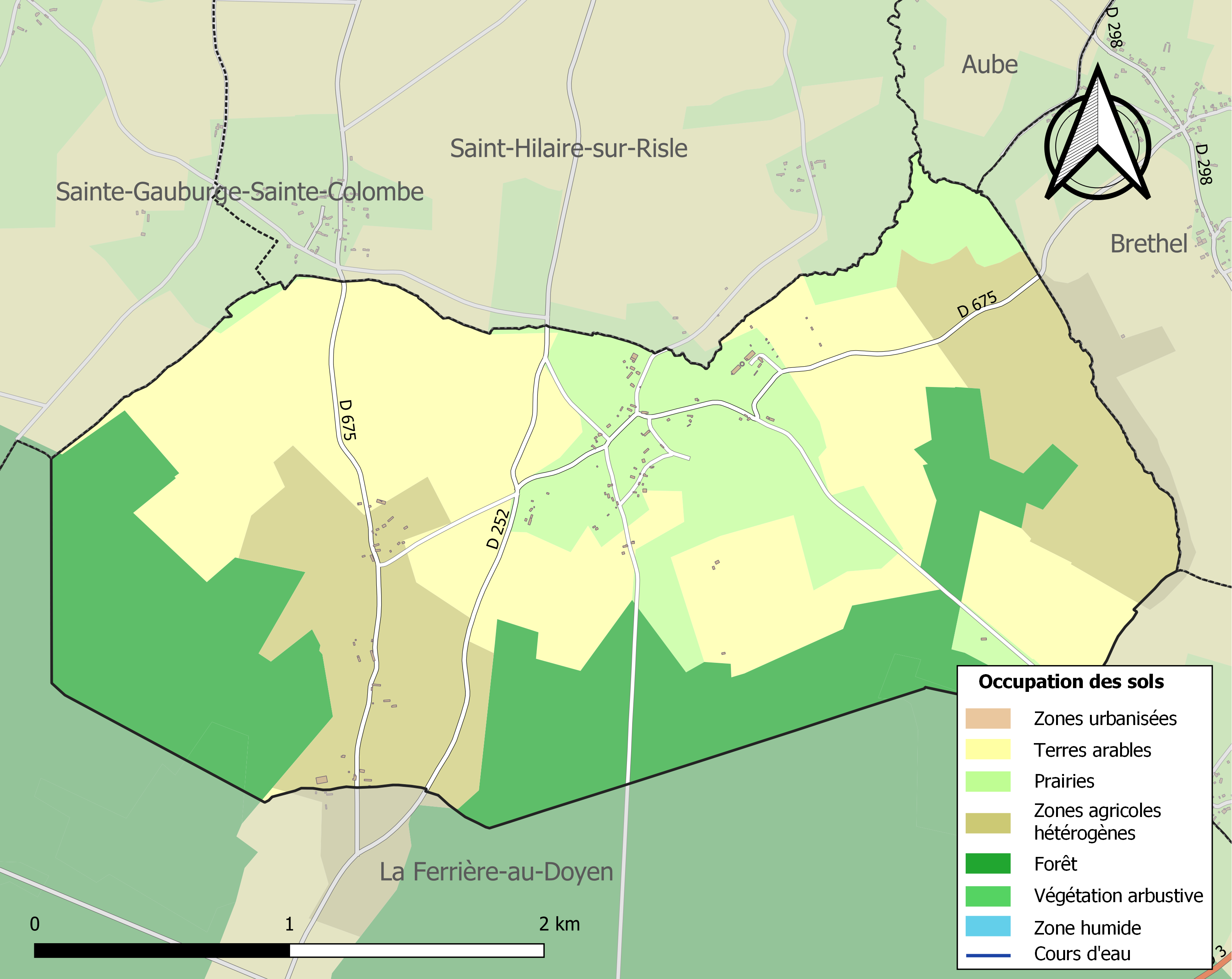
Carte des infrastructures et de l'occupation des sols de la commune en 2018 (CLC).

## Toponymie
Le nom de la localité est attesté sous les formes Mesnil Berard en 1793, Menil-Berard en 1801.
L'ancien français mesnil, « domaine rural », est à l'origine de nombreux toponymes, notamment en Normandie. Dans l'Orne, un préfet a décidé de modifier les Mesnil en Ménil.
René Lepelley attribue l'origine de Bérard à un patronyme, probablement Breard, variante de Berard (avec inversion de er = re), d'après Marie-Thérèse Morlet. On trouve aussi la forme Briart, beaucoup plus rarement.

## Politique et administration
| Période                                  | Période  | Identité       | Étiquette | Qualité                |
| ---------------------------------------- | -------- | -------------- | --------- | ---------------------- |
| avant 1988                               | ?        | Marcel Meunier |           |                        |
| juin 1995                                | En cours | Pascal Gadeyne | SE        | Fonctionnaire en lycée |
| Les données manquantes sont à compléter. |          |                |           |                        |

Le conseil municipal est composé de sept membres dont le maire et un adjoint.

## Démographie
L'évolution du nombre d'habitants est connue à travers les recensements de la population effectués dans la commune depuis 1793. Pour les communes de moins de 10 000 habitants, une enquête de recensement portant sur toute la population est réalisée tous les cinq ans, les populations de référence des années intermédiaires étant quant à elles estimées par interpolation ou extrapolation. Pour la commune, le premier recensement exhaustif entrant dans le cadre du nouveau dispositif a été réalisé en 2008.
En 2022, la commune comptait 68 habitants, en évolution de −9,33 % par rapport à 2016 (Orne : −3,21 %, France hors Mayotte : +2,11 %).
Le Ménil-Bérard a compté jusqu'à 344 habitants en 1806.
| 1793 | 1800 | 1806 | 1821 | 1836 | 1841 | 1846 | 1851 | 1856 |
| ---- | ---- | ---- | ---- | ---- | ---- | ---- | ---- | ---- |
| 248  | 231  | 344  | 245  | 262  | 266  | 250  | 253  | 201  |

| 1861 | 1866 | 1872 | 1876 | 1881 | 1886 | 1891 | 1896 | 1901 |
| ---- | ---- | ---- | ---- | ---- | ---- | ---- | ---- | ---- |
| 177  | 179  | 169  | 165  | 162  | 154  | 152  | 152  | 146  |

| 1906 | 1911 | 1921 | 1926 | 1931 | 1936 | 1946 | 1954 | 1962 |
| ---- | ---- | ---- | ---- | ---- | ---- | ---- | ---- | ---- |
| 111  | 119  | 93   | 112  | 106  | 100  | 114  | 103  | 90   |

| 1968 | 1975 | 1982 | 1990 | 1999 | 2006 | 2008 | 2013 | 2018 |
| ---- | ---- | ---- | ---- | ---- | ---- | ---- | ---- | ---- |
| 81   | 68   | 75   | 64   | 68   | 70   | 71   | 72   | 75   |

| 2022 | - | - | - | - | - | - | - | - |
| ---- | - | - | - | - | - | - | - | - |
| 68   | - | - | - | - | - | - | - | - |

## Culture locale et patrimoine

### Lieux et monuments
- La chapelle Saint-Blaise : édifice rectangulaire de silex, à toit de tuiles. Statue de saint Blaise du XVIIe siècle, en bois repeint. Saint Blaise est réputé pour soigner les maux de gorge, un pèlerinage lui est dédié tous les deuxièmes dimanches de juillet.
- L'église Saint-Pierre, édifice du XVIe siècle remanié au XVIIe siècle. Statues de saint Pierre et saint André en bois peint, du XVIIe siècle et celle de saint Michel en pierre peinte, du XVIe siècle.
- Lavoir sur l’Aubette.
- Calvaire en granit à l’emplacement de l’ancien cimetière.

### Héraldique
| Blason de Ménil-Bérard (Le) | Blason  | D'or à trois tourteaux de gueules.               |
| Blason de Ménil-Bérard (Le) | Détails | Le statut officiel du blason reste à déterminer. |